# Unterseeboot 430
L'Unterseeboot 430 ou U-430 est un U-Boot type VIIC utilisé par la Kriegsmarine pendant la Seconde Guerre mondiale. Il a été construit à l'origine pour la Regia Marina en échange de sous-marins italiens basés à Bordeaux.
Le sous-marin n'a mené aucune patrouille, par conséquent il n'endommagea ou ne coula aucun navire pendant son service.
Il fut coulé par des bombes en mars 1945 pendant un assaut aérien américain contre Brême.

## Conception
Unterseeboot type VII, l'U-430 avait un déplacement de 769 tonnes en surface et 871 tonnes en plongée. Il avait une longueur totale de 67,10 m, un maître-bau de 6,20 m, une hauteur de 9,60 m, et un tirant d'eau de 4,74 m. Le sous-marin était propulsé par deux hélices de 1.23 m, deux moteurs diesel F46 de 6 cylindres produisant un total de 2 060 à 2 350 kW en surface et de deux moteurs électriques Siemens-Schuckert GU 343/38-8 produisant un total 550 kW, en plongée. Le sous-marin avait une vitesse en surface de 17,7 nœuds (32,8 km/h) et une vitesse de 7,6 nœuds (14,1 km/h) en plongée. Immergé, il avait un rayon d'action de 80 milles marins (150 km) à 4 nœuds (7,4 km/h; 4,6 milles par heure), en surface, son rayon d'action était de 8 500 milles nautiques (soit 15 700 km) à 10 nœuds (19 km/h).
L'U-430 était équipé de cinq tubes lance-torpilles de 53,3 cm (quatre montés à l'avant et un à l'arrière) et embarquait quatorze torpilles. Il était équipé d'un canon de 8,8 cm SK C/35 (220 coups) et d'un canon anti-aérien de 20 mm Flak. Son équipage comprenait 48 sous-mariniers.

## Historique
Le sous-marin fut commandé le 25 août 1941 à Dantzig (Danziger Werft), sa quille fut posée le 5 octobre 1942, il fut lancé le 22 avril 1943 et mis en service sous le nom de S-6 le 4 août 1943, sous le commandement de Mario Rossetto. 
Il sert dans la 8. Unterseebootsflottille jusqu'au 8 septembre 1943, dans la 21. Unterseebootsflottille jusqu'au 1er février 1945 et dans la 31. Unterseebootsflottille jusqu'à sa perte.
À la suite de l'armistice italien, la Kriegsmarine prit possession du sous-marin avec l'U-428 et l'U-429. Il est renommé U-430 le 29 septembre 1943. Ces bateaux sont affectés comme navire-école et ne participent donc pas aux combats. Le 27 octobre, ils sont remis à la flottille de formation des sous-mariniers en Mer Baltique. 
Le 30 mars 1945 il est coulé à Brême lors d'un bombardement américain de la 8th Air Force à la position 53° 07′ N, 8° 45′ E ; deux membres d'équipage perdent la vie.
L'épave est renflouée et démolie en 1946.

## Affectations
- 8. Unterseebootsflottille du 4 août 1943 au 8 septembre 1943 (Flottille d'entraînement).
- 21. Unterseebootsflottille du 29 septembre 1943 au 1er février 1945 (Navire-école).
- 31. Unterseebootsflottille du 1er février 1945 au 30 mars 1945 (Flottille d'entraînement).

## Commandement
- Capitaine italien Mario Rossetto du 4 août 1943 au 16 septembre 1943.
- l'Oberleutnant zur See Otto Heinrich Nachtigall du 29 septembre 1943 au 5 janvier 1944.
- l'Oberleutnant zur See Ulrich Hammer du 6 janvier 1944 au 30 mars 1945.